# Deltaspis rubens
Deltaspis rubens är en skalbaggsart som beskrevs av Bates 1885. Deltaspis rubens ingår i släktet Deltaspis och familjen långhorningar. Inga underarter finns listade i Catalogue of Life.